# Larry Newman
Larry Newman (ur. 28 września 1947 w Los Angeles, zm. 20 grudnia 2010 w Scottsdale) – amerykański pilot, biznesmen i baloniarz. Członek załóg balonowych, które wykonały pierwszy przelot nad Oceanem Atlantyckim balonem Double Eagle II i pierwszy przelot nad Oceanem Spokojnym balonem Double Eagle V.

## Życiorys
Pierwszy samodzielny lot na szybowcu odbył w 1961 roku a w 1966 roku został instruktorem. 
Był właścicielem Electra Flyer Corporation produkującej paralotnie. W 1979 roku firma zmieniła nazwę na American Aerolights i rozszerzyła produkcję o ultralekkie samoloty. Sprzedał ją w 1985 roku i został pilotem w liniach lotniczych America West Airlines. 11 sierpnia 1978 roku Newman z Benem Abruzzo i Maxie Andersonem wystartowali balonem Double Eagle II z Presque Isle i wylądowali 17 sierpnia w Miserey we Francji. Jako pierwsi przelecieli balonem przez Ocean Atlantycki. Wcześniej nieudane próby podjęło 16 załóg, a podczas lotów zginęło 5 baloniarzy. 12 listopada 1981 roku Newman wystartował z Benem Abruzzo, Ronem Clarkiem i Rocky Aokim w balonie Double Eagle V i jako pierwsi przelecieli Ocean Spokojny. Załoga wystartowała z Nagashimy w Japonii i cztery dni później wylądowała w Mendocino National Forest w Kalifornii.
Podczas lotu w 1978 roku załoga Double Eagle II ustanowiła rekord długości lotu (uznany przez FAI) lecąc bez przerwy przez 137 h 5 min 50 sekund, a w 1981 roku rekord odległości lotu 8383 km na balonie Double Eagle V.

## Odznaczenia
- 1979: za lot Double Eagle II otrzymał Złoty Medal Kongresu[4]
- 1978: Medal Lotniczy, który wręczył po przelocie nad Oceanem Atlantyckim francuski minister transporu Joël Le Theule[8].